# Formiguer dorsiperlat
El formiguer dorsiperlat (Hylophylax punctulatus) és una espècie d'ocell de la família dels tamnofílids (Thamnophilidae).
Habita el sotabosc de la selva pluvial, sobre tot prop de l'aigua, a les terres baixes fins als 500 m, del sud de Veneçuela, nord-est del Perú, nord de Bolívia i nord del Brasil amazònic.